# Peucedanum ledebourielloides
Peucedanum ledebourielloides är en flockblommig växtart som beskrevs av Kun Tsun Fu. Peucedanum ledebourielloides ingår i släktet siljor, och familjen flockblommiga växter. Inga underarter finns listade i Catalogue of Life.